# HTC Wildfire
L'HTC Wildfire (precedentemente conosciuto come HTC Buzz), è un cellulare prodotto dalla compagnia HTC dotato di sistema operativo Android. Il telefono venne annunciato il 17 maggio 2010 e rilasciato in Europa nel giugno dello stesso anno. Dotato da un processore Qualcomm da 528 MHz, la sua versione 2.2 dispone di uno schermo capacitivo ed una fotocamera da 5 megapixel. Il nome fu scelto attraverso un sondaggio sulla pagina Facebook: il nome Wildfire risultò vincente con il 50% delle preferenze, mentre la seconda opzione più votata fu "Zeal".

## Specifiche
Le specifiche, secondo le notizie del sito ufficiale::
- Risoluzione schermo: QVGA 240 x 320
- Grandezza schermo: 3,2 pollici
- Input: Touchscreen capacitivo multi-touch
- Fotocamera da 5.0 Megapixel con autofocus e flash LED
- GPS (Antenna interna)
- Bussola digitale
- RAM: 384 MB
- ROM: 512 MB
- compatibile con microSD (SDHC)
- Sistema operativo: Android 2.2 e HTC Sense
- Wi-Fi (802.11b/g)
- Bluetooth 2.0 + EDR & A2DP
- micro-USB
- 3.5 mm audio jack, microfono, altoparlante
- Accelerometro
- Radio FM con RDS